# Portugália Airlines
Portugália Airlines is een Portugese luchtvaartmaatschappij met haar thuisbasis in Lissabon.

## Bestemmingen
Portugália voert lijnvluchten uit naar (januari 2017):
| Land                | Vliegveld                            | Aantal vluchten per week                                       | Vluchtdagen              |
| ------------------- | ------------------------------------ | -------------------------------------------------------------- | ------------------------ |
| Algerije            | Luchthaven Houari Boumedienne        | 3× per week (alleen vanaf Lissabon)                            | di, do, za               |
| België              | Brussels Airport                     | 7× per week (vanaf Lissabon) 7× per week (vanaf Porto)         | ma t/m zo ma t/m zo      |
| Frankrijk           | Luchthaven Bordeaux                  | 7× per week (alleen vanaf Lissabon)                            | ma t/m zo                |
| Frankrijk           | Luchthaven Lyon-Saint Exupéry        | 7× per week (alleen vanaf Lissabon)                            | ma t/m zo                |
| Frankrijk           | Luchthaven Marseille Provence        | 7× per week (alleen vanaf Lissabon)                            | ma t/m zo                |
| Frankrijk           | Luchthaven Nice Côte d'Azur          | 7× per week (alleen vanaf Lissabon)                            | ma t/m zo                |
| Frankrijk           | Luchthaven Toulouse-Blagnac          | 7× per week (alleen vanaf Lissabon)                            | ma t/m zo                |
| Italië              | Luchthaven Rome Fiumicino            | 6× per week (vanaf Lissabon en Porto)                          | ma t/m za                |
| Luxemburg           | Findel Airport                       | 6× per week (vanaf Lissabon en Porto)                          | ma t/m za                |
| Marokko             | Menara International Airport         | 4× per week (alleen vanaf Lissabon)                            | ma, do, vr, zo           |
| Marokko             | Internationale luchthaven Mohammed V | 5× per week (alleen vanaf Lissabon)                            | di, wo, do, za, zo       |
| Nederland           | Luchthaven Schiphol                  | 4× per week (jan 17 t/m mrt 2017) 7× per week (vanaf mrt 2017) | ma, wo, vr, zo ma t/m zo |
| Portugal            | Luchthaven van Madeira               | 7× per week (alleen vanaf Lissabon)                            | ma t/m zo                |
| Portugal            | Luchthaven Portela                   | 7× per week (vanaf Lissabon) 7× per week (vanaf Porto)         | ma t/m zo ma t/m zo      |
| Portugal            | Luchthaven Francisco Sá Carneiro     | 7× per week (vanaf Lissabon)                                   | ma t/m zo                |
| Spanje              | Luchthaven A Coruña                  | 6× per week (vanaf Lissabon)                                   | ma, wo, do, vr, za, zo   |
| Spanje              | Luchthaven Barcelona-el Prat         | 7× per week (vanaf Lissabon) 6× per week (vanaf Porto)         | ma t/m zo ma t/m za      |
| Spanje              | Bilbao Airport                       | 7× per week (alleen vanaf Lissabon)                            | ma t/m zo                |
| Spanje              | Luchthaven Madrid-Barajas            | 7× per week (vanaf Lissabon) 6× per week (vanaf Porto)         | ma t/m zo ma t/m za      |
| Spanje              | Malaga Airport                       | 6× per week (alleen vanaf Lissabon)                            | ma t/m za                |
| Spanje              | Luchthaven Sevilla-San Pablo         | 7× per week (alleen vanaf Lissabon)                            | ma t/m zo                |
| Spanje              | Luchthaven Valencia                  | 7× per week (alleen vanaf Lissabon)                            | ma t/m zo                |
| Spanje              | Luchthaven Vigo                      | 7× per week (alleen vanaf Lissabon)                            | ma t/m zo                |
| Zwitserland         | Luchthaven Genève                    | 6× per week (alleen vanaf Lissabon)                            | ma t/m za                |
| Zwitserland         | Luchthaven Zürich                    | 6× per week (alleen vanaf Lissabon)                            | ma t/m za                |
| Verenigd Koninkrijk | Luchthaven Manchester                | 7× per week (alleen vanaf Lissabon)                            | ma t/m zo                |

## Vloot
In januari 2024 beschikte Portugália Airlines over 19 vliegtuigen.